# لواء الكوماندوز الكويتي الخامس والعشرون
لواء الكوماندوز الكويتي الخامس والعشرون التابع للجيش الكويتي والمعروف باسم الكوماندوز الخامس والعشرون هو أحد ألوية الكوماندوز الرئيسية في الكويت. حيث يعمل الكوماندوز الخامس والعشرون تحت إمرة قائده المختص الذي يقدم تقاريره إلى القيادة المختصة للجيش الكويتي، وينفذ ويشارك ويدعم ويدير جميع الصراعات التي خاضها الجيش الكويتي منذ تأسيسه عام 1960. كما ينفذ الكوماندوز الخامس والعشرون عمليات عامة دعماً للجيش الكويتي.

## البداية
تأسس لواء المغاوير الخامس والعشرون عام 1960 على يد نائب قائد الجيش الكويتي العميد الركن مبارك عبد الله الجابر الصباح وذلك قبل تشكيل أول حكومة كويتية. واختيرت مجموعة أولية من 33 متخصصًا في المغاوير لتشكيل أول فصيل متخصص وهو ما كان بمثابة التشكيل الأولي للواء المغاوير الخامس والعشرين.

## التطوير والتأسيس
تأسست أول فصيلة متخصصة من فوج الكوماندوز الخامس والعشرين عام 1960. وعقب التأسيس الأولي جاء تشكيل أول سرية من القوات المتخصصة عام 1961. وفي عام 1962 شُكلت أول وحدة قوة متخصصة وشغلها لواء مبارك المدرع الخامس عشر بالكويت. وخلال ذلك الوقت عملت أول وحدة قوة متخصصة على نطاق واسع وتدربت باستمرار في صحاري الكويت. ومع زيادة تجنيد المتخصصين الأوليين استكملت متطلباتهم الإدارية الحاجة. ونتيجة لذلك كانت هناك حاجة إلى مكتب إداري وبسبب عدم توفر وعدم القدرة على بناء البنى التحتية في مناطق العمليات الصحراوية النائية عمل المكتب مؤقتًا في البداية من أرض تدريب مخصصة.
بعد فترة وجيزة استُدعيت قوات الكوماندوز التابعة لوحدة القوات المتخصصة الأولى للعمل انطلاقًا من اللواء الآلي السادس للجيش الكويتي عام 1965 والذي عُرف لاحقًا باسم لواء تحرير الكويت الآلي السادس بعد تحرير الكويت خلال حرب الخليج. كما نُقلت وحدة القوات المتخصصة الأولى وتشكلت كتيبة القوات المتخصصة رسميًا. وفي عام 1966 شُكلت كتيبة القوات المتخصصة الثانية.
في عام 1970 وُحدت كتيبتي الكوماندوز وتمركزتا ضمن لواء تحرير الكويت الآلي السادس. وفي العام نفسه صدر أمر تنظيم عسكري تنفيذي في 31 يناير 1971 غيّر تسمية كتيبة القوة المتخصصة الأولى إلى كتيبة كوماندوز مُسمّاة، وبالمثل غيرت تسمية كتيبة القوة المتخصصة الثانية إلى كتيبة كوماندوز مُسمّاة أخرى.
صدر أمر تنظيم عسكري تنفيذي آخر في عام 1972 طالب بتحويل كتائب الكوماندوز إلى كتائب مشاة.
في عام 1973 شُكِّلت وحدة الكوماندوز وتمركزت في موقع سُمِّيت فيه قوات الكوماندوز. وأنشأت قوات الكوماندوز ميدان تدريب رسمي مؤهلًا للكوماندوز في عام 1975. في عام 1987 أُعيد تسمية قوات الكوماندوز إلى كتيبة الكوماندوز. وفي عام 1994 عُرِفت كتيبة الكوماندوز رسميًا باسم قوة الكوماندوز المتخصصة.
مع اندلاع الحرب الأهلية اللبنانية عام 1975 أرسلت وحدات من اللواء الكويتي الخامس والعشرين إلى لبنان لحماية السفارة الكويتية في بيروت. وفي عام 1993 أرسل عدد صغير من مشغلي اللواء الخامس والعشرين إلى الصومال.
بعد تفجير مسجد الكويت في عام 2015 فر الجناة إلى البصرة وتمكنت السلطات الكويتية من تعقبهم وإرسال قوات الكوماندوز وراءهم ودخلت القوات العراقية إلى العراق دون إذن من الحكومة العراقية مما تسبب في ضجة سياسية ونجحت القوات العراقية في القضاء على جميع الجناة في أقل من 14 ساعة.
تتولى قوات الكوماندوز مهمة مهاجمة الجرافات العراقية لمنعها من الحفر في المياه الإقليمية الكويتية. وقد داهمت الوحدة عددًا كبيرًا من السفن التي تحمل إمدادات وذخائر لحركة الحوثي القادمة من إيران.
بالتوازي مع الفوج الخامس والعشرين وعلى مستوى الدبلوماسية العربية الدولية الرائدة والإنسانية بصفة رئيسية لعبت دولة الكويت دورًا محوريًا داعمًا في إيقاف الحرب الأهلية اللبنانية (1975-1990). وقد ترأس مهمة لهذا الغرض الشيخ صباح الأحمد الجابر الصباح وزير خارجية الكويت آنذاك في عهد أمير الكويت الشيخ جابر الأحمد الجابر الصباح.
وقع نائب رئيس مجلس الوزراء الكويتي ووزير الدفاع السابق الشيخ سالم صباح السالم الصباح في عام 2000 على التنظيم الموصى به للكتيبة 25 للمغاوير.
وأظهرت الوحدة أداءً رائعًا في اليمن والعراق وأعجبت القوات الخاصة الأمريكية بجودة وقدرات اللواء البدنية.
شاركت فرقة الكوماندوز الخامسة والعشرون في تدريب القوات الخاصة اليمنية والقوات الخاصة العراقية. وتوقف تدريب القوات الخاصة العراقية عام 2017 لأسباب دبلوماسية. كما شاركت قوة مشتركة من لواء المغاوير الخامس والعشرين في النسخة الرابعة عشرة من مسابقة المحارب السنوية التي تُقام في مركز الملك عبد الله الثاني لتدريب العمليات الخاصة بالأردن.
في السنوات التالية قام نائب رئيس مجلس الوزراء ووزير الدفاع الشيخ جابر المبارك الحمد الصباح بتعيين اللواء 25 الكوماندوز الكويتي رسميًا كواحدة من مبادرات الكوماندوز الرسمية المختلفة في الجيش الكويتي في عهد أمير الكويت الشيخ صباح الأحمد الجابر الصباح.
شاركت قوة من لواء المغاوير 25 الكويتي مع باكستان في تمرين "فجر الشرق 5" العسكري. حيث تستمر هذه التدريبات أسبوعين وتهدف إلى تبادل الخبرات في مجالات البحث والتفتيش ومكافحة الإرهاب وتأمين المنشآت الحيوية والتعامل مع المتفجرات وتنفيذ عمليات الإخلاء الطبي. إن مشاركة الكويت في التمارين التي تستضيفها باكستان تأتي في إطار تعزيز التعاون العسكري المشترك.

### الاختيار
يُجند حوالي 60٪ من الكوماندوز من وحدات القوات الخاصة ومشاة البحرية الكوماندوز الذين لديهم بالفعل الكثير من الخبرة العسكرية في القتال في جميع الظروف والحروب.
- اختبار سي أف تي - قطع مسافة 16.3 كم حاملاً 24 كجم خلال ساعة و 44 دقيقة

- سي أب تي المتقدم 1 - قطع مسافة 24.6 كم مع حمل 30 كجم في غضون ساعتين و 5 دقائق

- سي أف تي المتقدم 2 - قطع مسافة 30 كم مع حمل 40 كجم

تُصنف الاختبارات الأخرى.
في عام 2018 تمكن 10 أشخاص من أصل أكثر من 600 من اجتياز الاختبارات.

## ضباط بارزون
- مبارك عبدالله الجابر الصباح
- فهد الأحمد الجابر الصباح
- عذبي الفهد الأحمد الصباح
- خالد الفهد الأحمد الصباح

### الفهرس
- Neville، Leigh (2019). The Elite: The A–Z of Modern Special Operations Forces. Oxford: Osprey Publishing. ISBN:978-1472824295.